# Dieceza de Oradea Mare
Dieceza de Oradea Mare (în latină Dioecesis Magnovaradinensis Latinorum, în trad. "Dieceza de Oradea Mare, a Latinilor", în maghiară Nagyváradi Egyházmegye) este una din cele șase episcopii romano-catolice din România. Anul fondării episcopiei catolice de Oradea este considerat 1010. Catedrala diecezei este Bazilica Sf. Maria din Oradea, cel mai mare edificiu baroc de pe teritoriul României. Din 2009 și până în prezent episcop romano-catolic de Oradea este László Böcskei.

## Istoric
Regele Ștefan I al Ungariei a întemeiat în anul 1010 Episcopia Bihorului, la Biharia, în apropiere de Oradea. Din cauza atacurilor cumanilor, regele Ladislau I al Ungariei a transferat centrul episcopiei la Oradea, în anul 1091. De atunci, Episcopia de Oradea Mare a fost până în secolul al XX-lea sufragană a Arhiepiscopiei de Kalocsa. 
De-a lungul timpului mai mulți episcopi de Oradea au ajuns arhiepiscopi și chiar cardinali. În secolul al XV-lea episcopul Ioan Viteaz de Sredna a devenit arhiepiscop de Esztergom, iar în secolul al XVIII-lea Emeric Csáki⁠(en)[traduceți] a devenit arhiepiscop de Kalocsa și cardinal. În secolul al XIX-lea Lőrinc Schlauch a fost ridicat în calitate de episcop de Oradea la demnitatea de cardinal.
Prevederile Concordatului din 1927, încheiat între Sfântul Scaun și Regatul României au reglementat trecerea Episcopiei de Oradea Mare în provincia mitropolitană a Arhidiecezei de București, din care face parte până în prezent.

## Vezi și

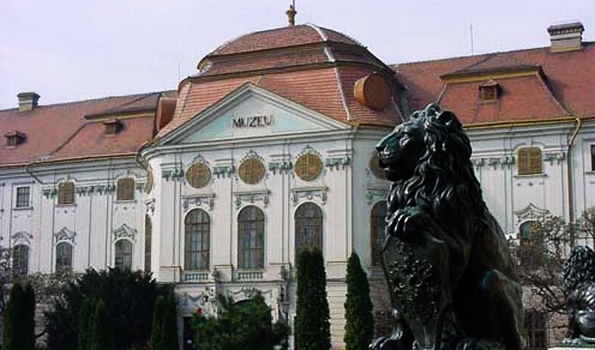
Palatul Episcopiei
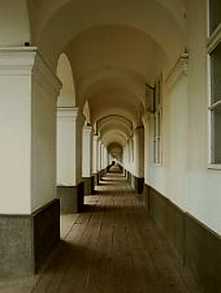
Şirul Canonicilor
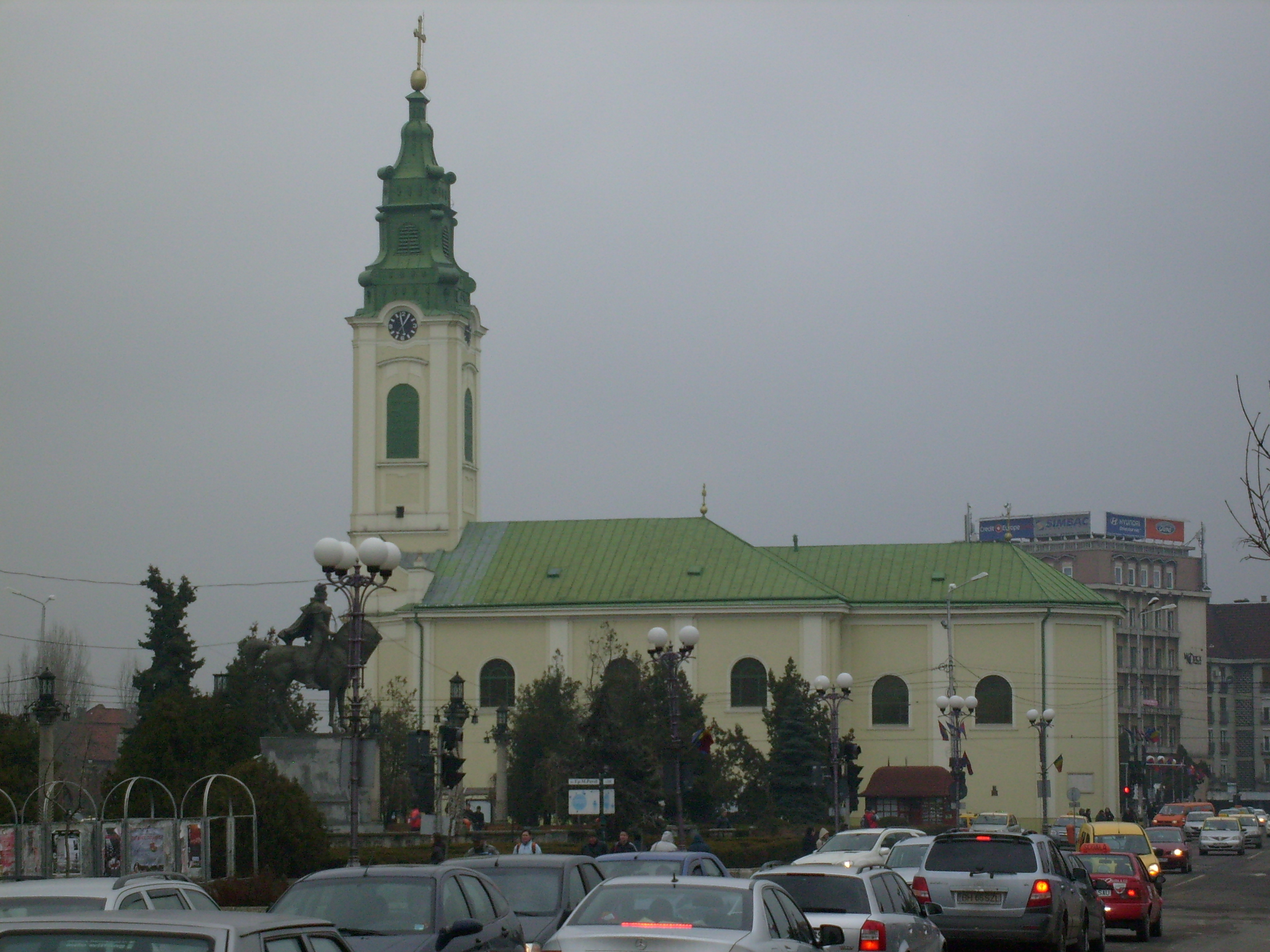
Biserica Sf. Ladislau din Oradea
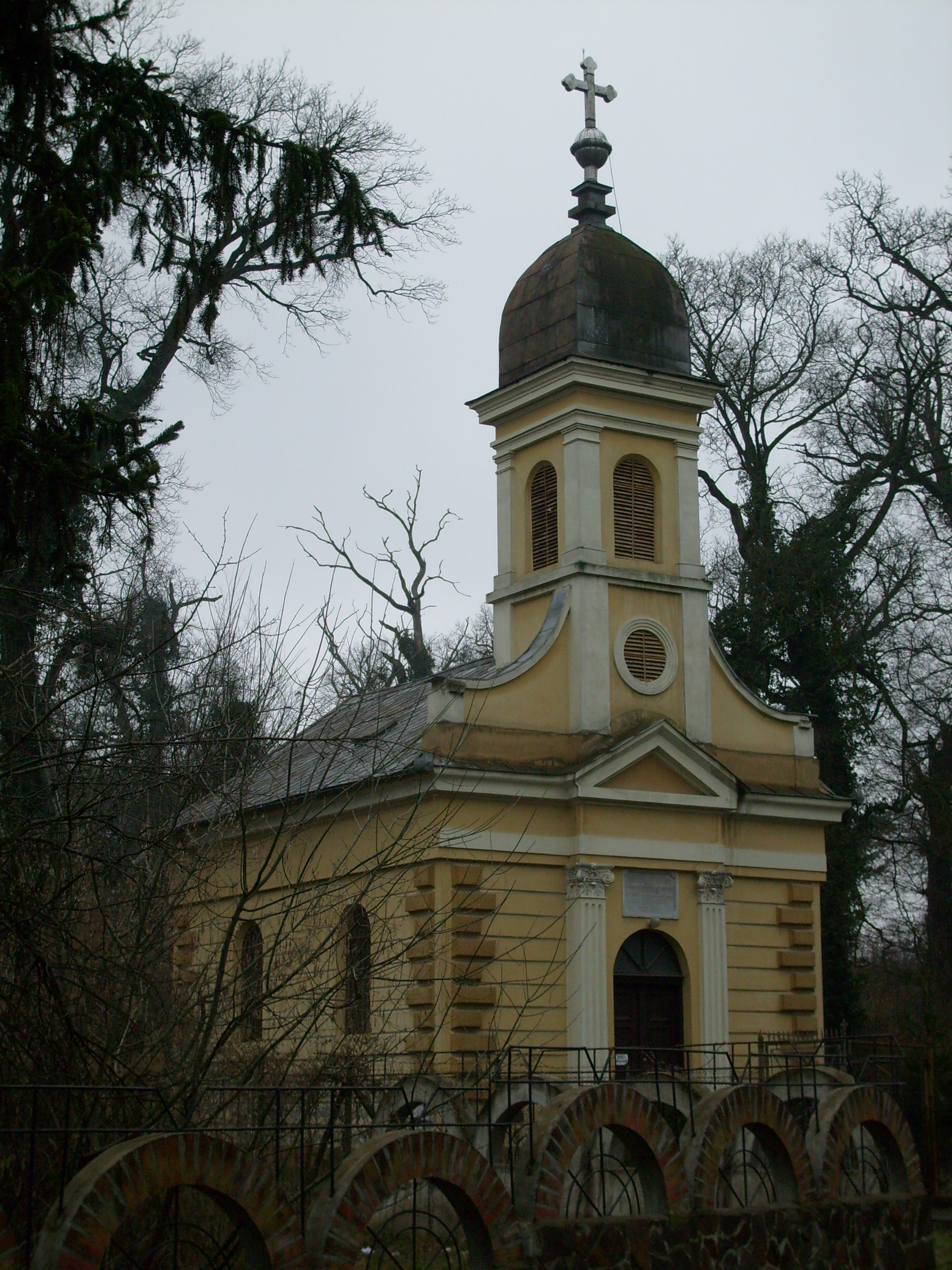
Biserica Romano-Catolică din Haieu